# Švica
Švica est une localité croate de la municipalité d'Otočac, dans le comitat de Lika-Senj. Au recensement de 2001, la localité comptait 526 habitants. Selon le recensement de 2011, elle comptait 464 habitants.

## Démographie
| 1857 | 1869 | 1880 | 1890 | 1900 | 1910  | 1921  | 1931  | 1948  |
| ---- | ---- | ---- | ---- | ---- | ----- | ----- | ----- | ----- |
| 974  | 791  | 871  | 858  | 987  | 1 051 | 1 048 | 1 074 | 1 056 |

| 1953 | 1961 | 1971 | 1981 | 1991 | 2001 | - | - | - |
| ---- | ---- | ---- | ---- | ---- | ---- | - | - | - |
| 908  | 637  | 604  | 513  | 558  | 526  | - | - | - |